# Borówno (okres Valbřich)
Borówno je vesnice na jihu Polska v Dolnoslezském vojvodství. Je součástí gminy Czarny Bór. Nachází se mezi Kamiennou Górou a Valbřichem u silnice číslo 367. Borówno tvoří několik cest, které jsou obklopené domy. Zhruba uprostřed je kamenný kostel obklopený hřbitovem.

## Galerie

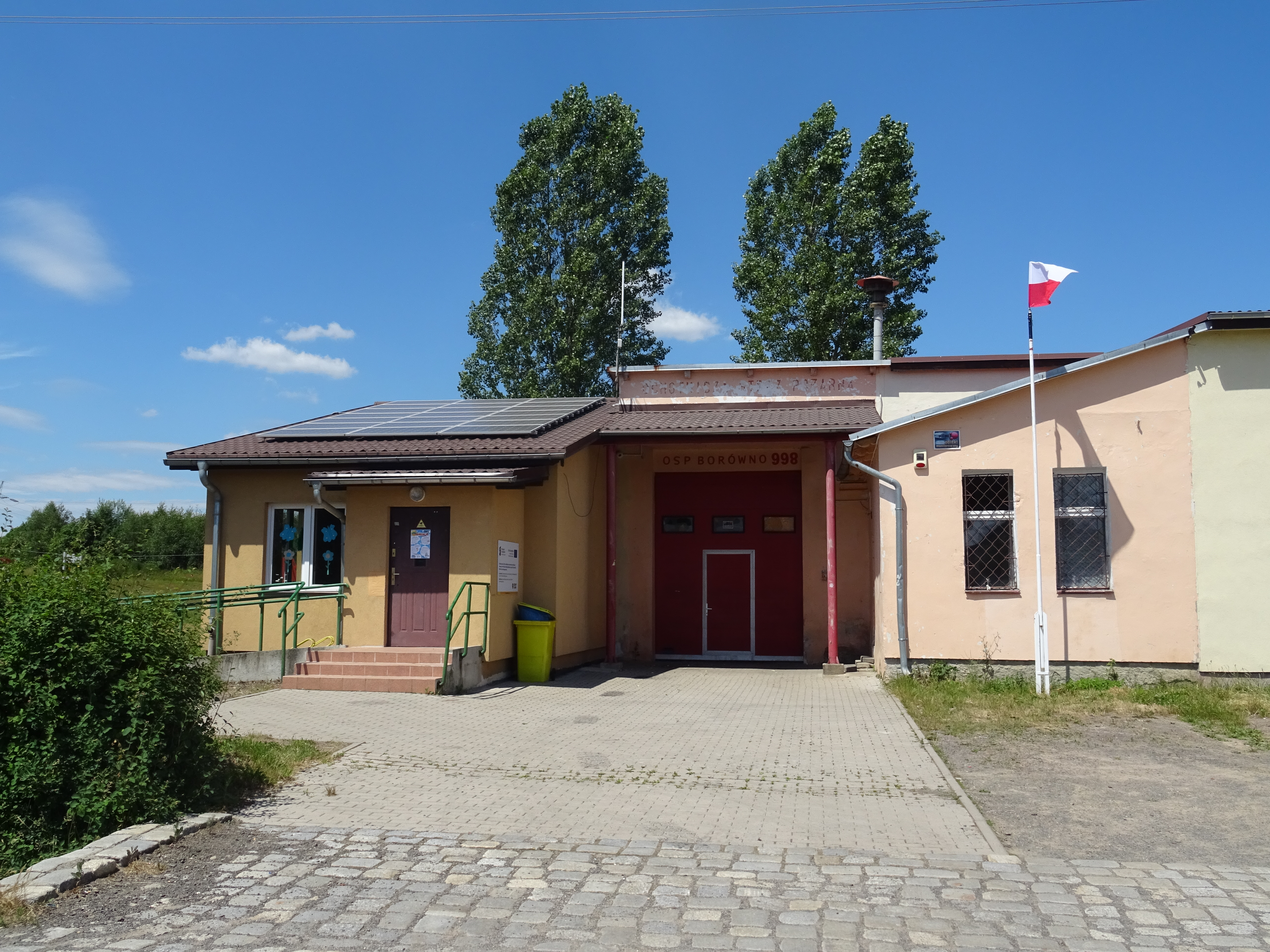
Hasičská zbrojnice
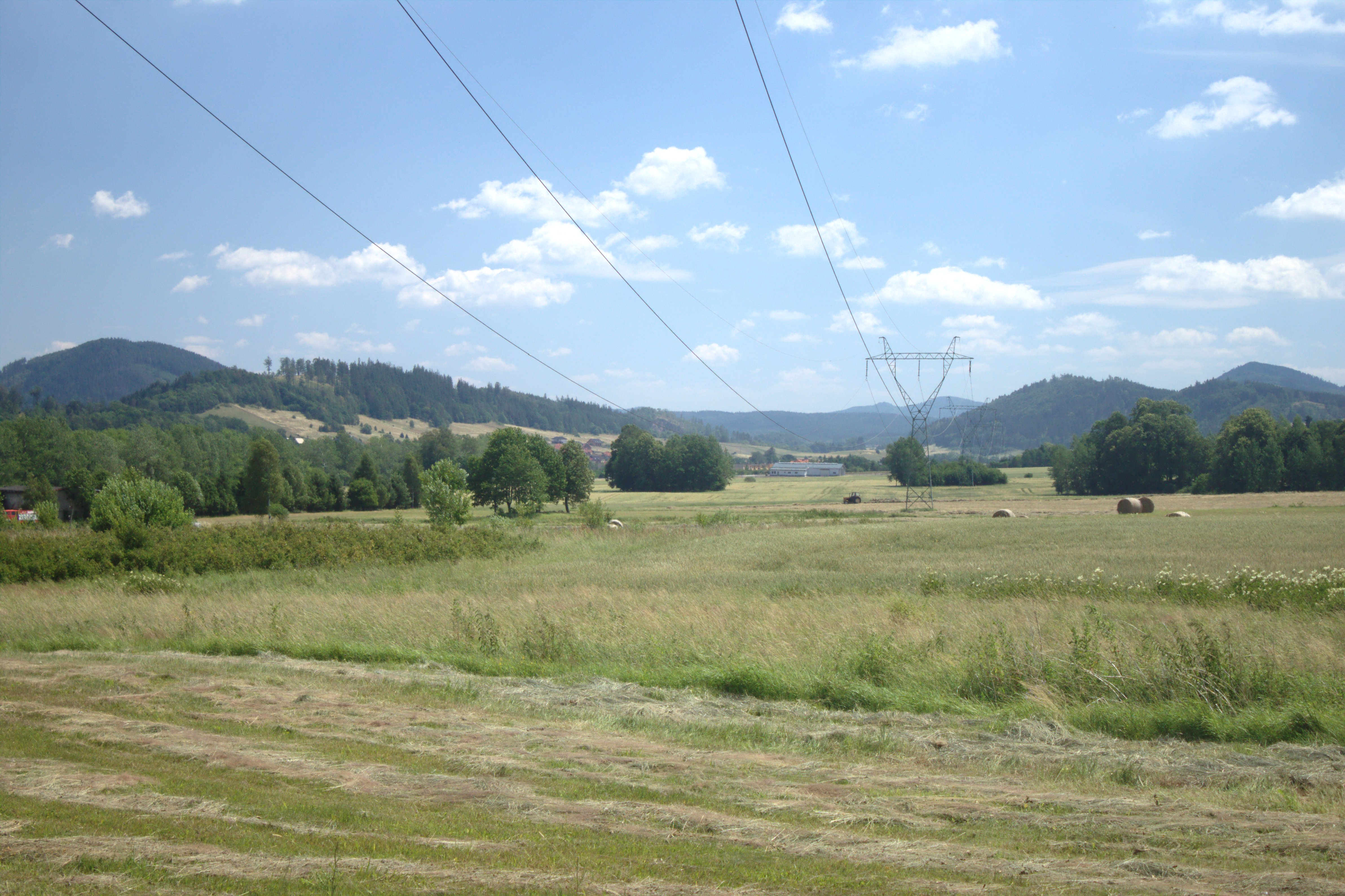
Okolní krajina
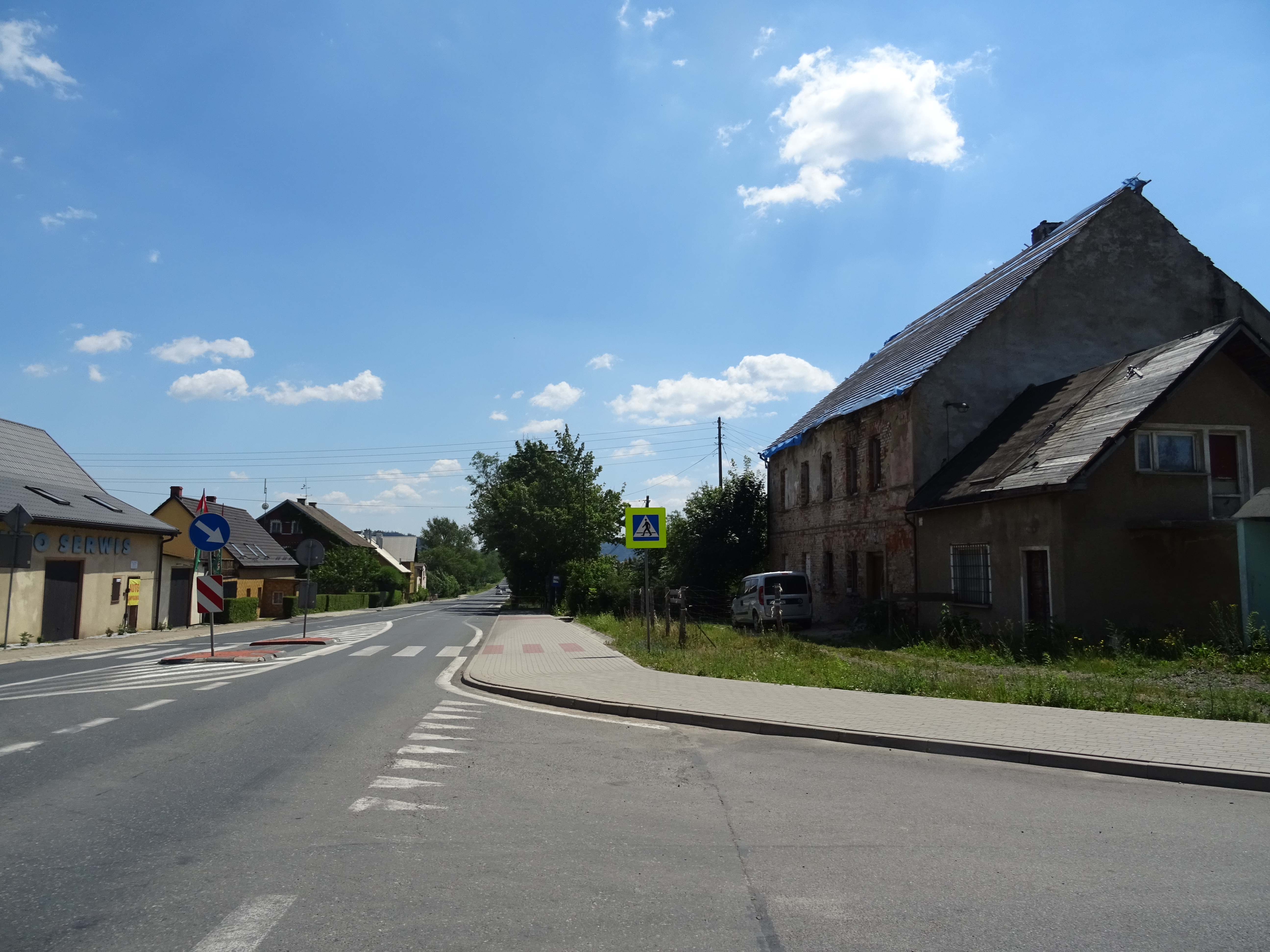
Hlavní silnice s domy
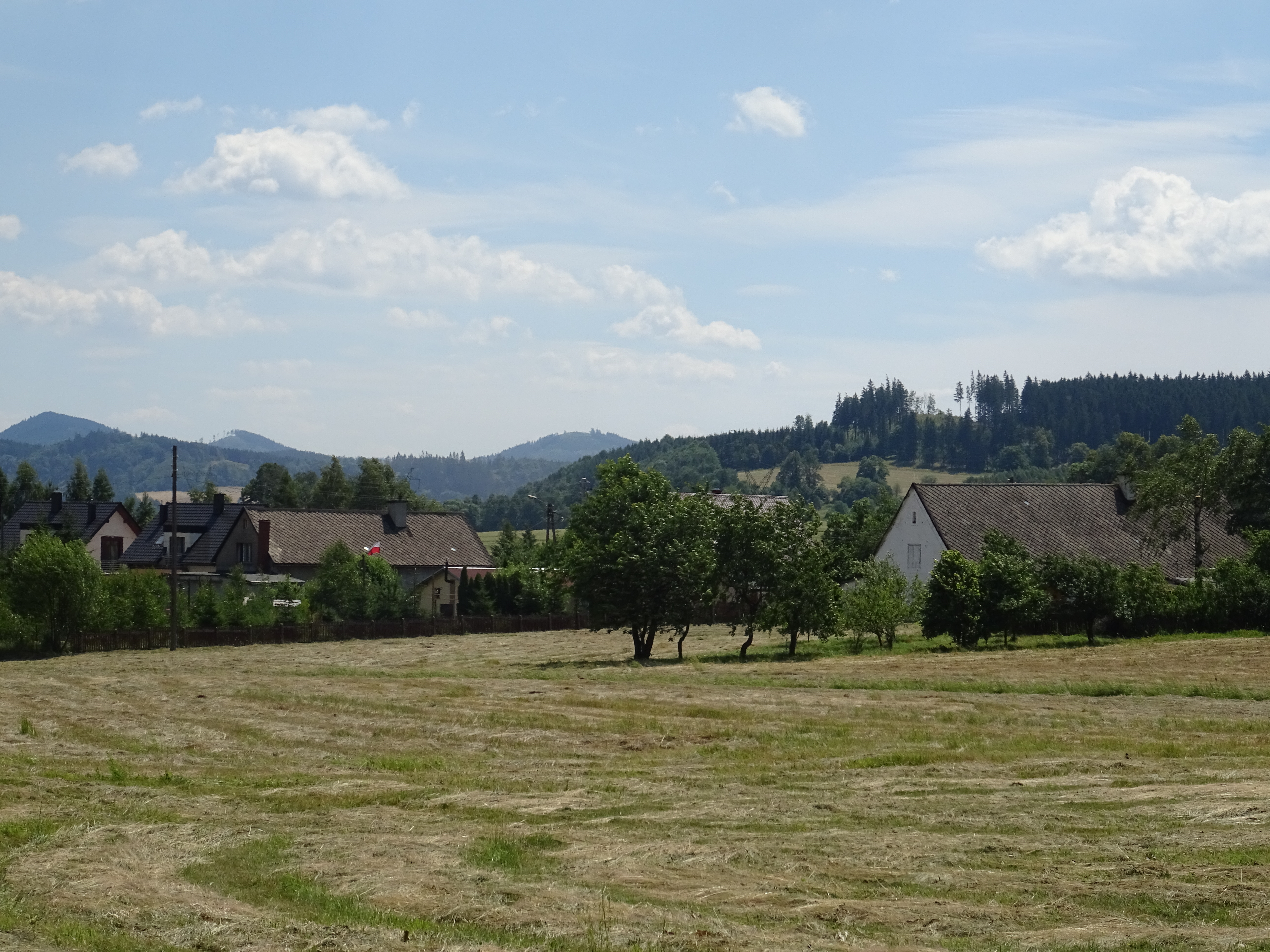
Část vsi